# Freiberg (Adelsgeschlecht)

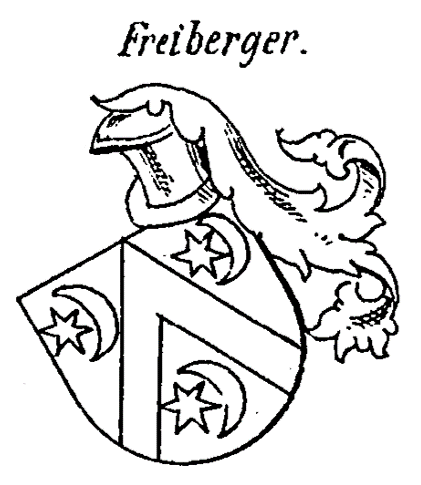
Wappen des Pfarrers Thomas Freiberger zu St. Peter in Freiberg in Sachsen, 1485

Die Familie von Freiberg (andere bzw. ältere Schreibweisen von Vriberch, von Freyberg, Freyberger oder Freiberger) war ein meißnisch-sächsisches Adelsgeschlecht. Die Besitzungen der Familie lagen vor allem in der Nähe der Bergstadt Freiberg, im Osterzgebirge. Es ist nicht mit den schwäbischen Adelsgeschlecht Freyberg zu verwechseln.

## Geschichte
Ab dem frühen 13. Jahrhundert erscheint die Familie als Patriziergeschlecht der Stadt Freiberg. Sie stellte mehrere Ratsherren, Stadtälteste und Domherren der Stadt. Wie andere, ursprünglich bürgerliche Geschlechter Freibergs, erwarben auch sie bald außerhalb der Stadt Grundbesitz und gingen in den landsässigen Adel über. Unter anderem saßen sie auf dem Dorfe Loßnitz bei Freiberg und von 1475 bis 1600 auf Freibergsdorf, südwestlich von Freiberg, welches seit 1530 urkundlich den Namen der Familie trägt, zuvor jedoch Turmhof hieß. Im 17. Jahrhundert erlosch die Familie.

## Wappen
Im Schild ein Sparren, mit drei geöffneten Halbmonden, in welchen sich jeweils ein sechszackiger Stern befindet. Zwei der Monde beseiten, zur Mitte hin geöffnet, den Sparren, einer liegt, nach rechts geöffnet, unterhalb des Sparrens.